# Arne Ekman
Arne Bertil Gunnar Ekman, född 20 augusti 1945, död 28 mars 2025, var astronom och tidigare verksam vid Uppsala astronomiska observatorium. Han ingick i redaktionen för Nationalencyklopedin (NE). I den tryckta upplagans första band (1989) står han upptagen som redaktionssekreterare, och från band tretton (1994) till tjugo (1996) som redaktionschef. Han var chefredaktör för de tre supplementband som började utges 2000 samt för NE:s digitala och multimediala utgivning till pensioneringen 2011.
Ekman var sedan 2009 bosatt i Visby och gift med Agnita Ekman, som var verksam vid Nationalencyklopedins redaktion som redaktör för ämnesområdet biologi. Asteroiden 9265 Ekman har namngetts efter dem.
Han var under senare år aktivt engagerad i flera av Gotlands föreningar, bland annat i Munskänkarna och Sällskapet DBW.